# Klasztor

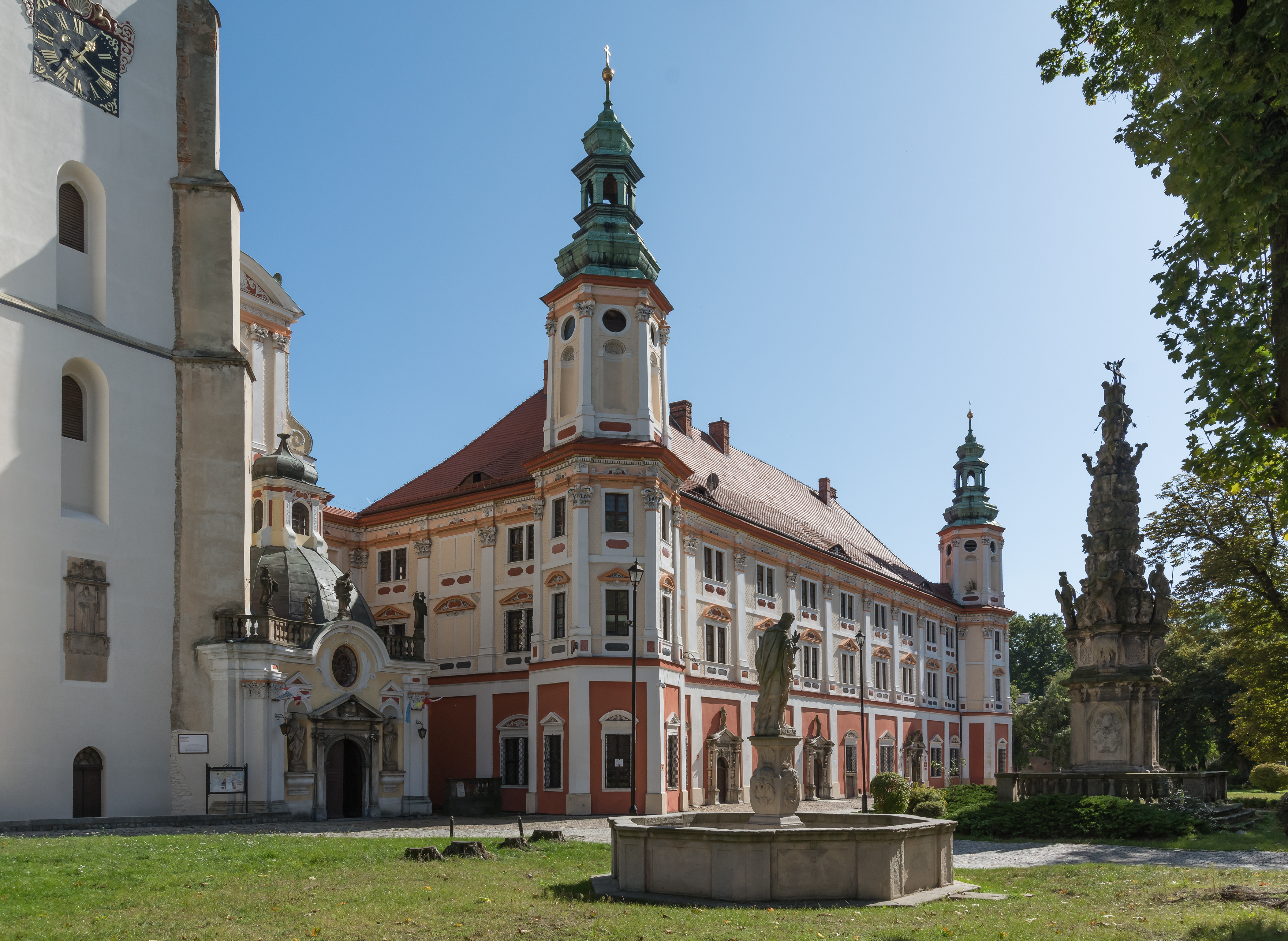
Opactwo Cystersów w Henrykowie

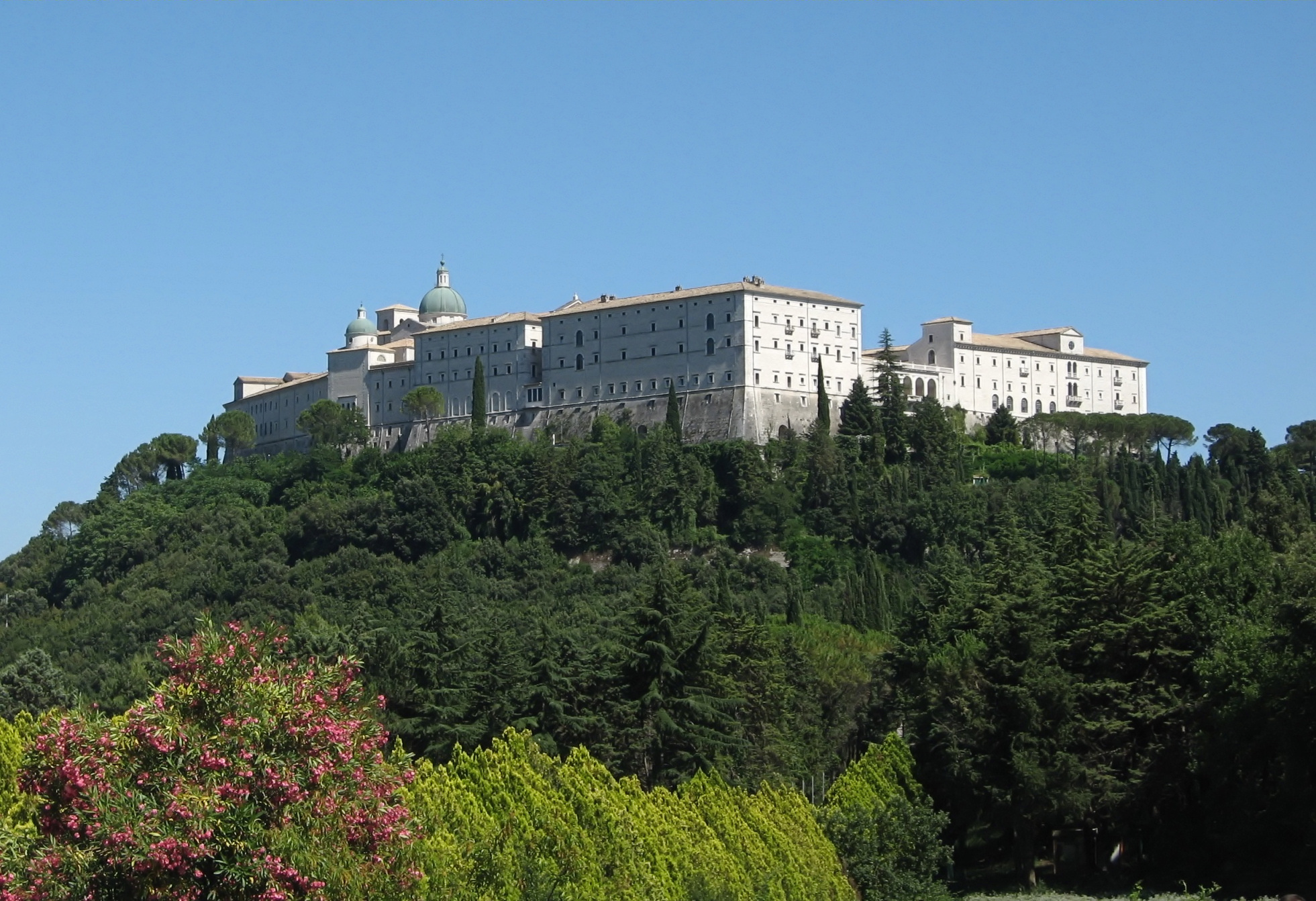
Klasztor benedyktyński na Monte Cassino – widok z Polskiego Cmentarza Wojennego

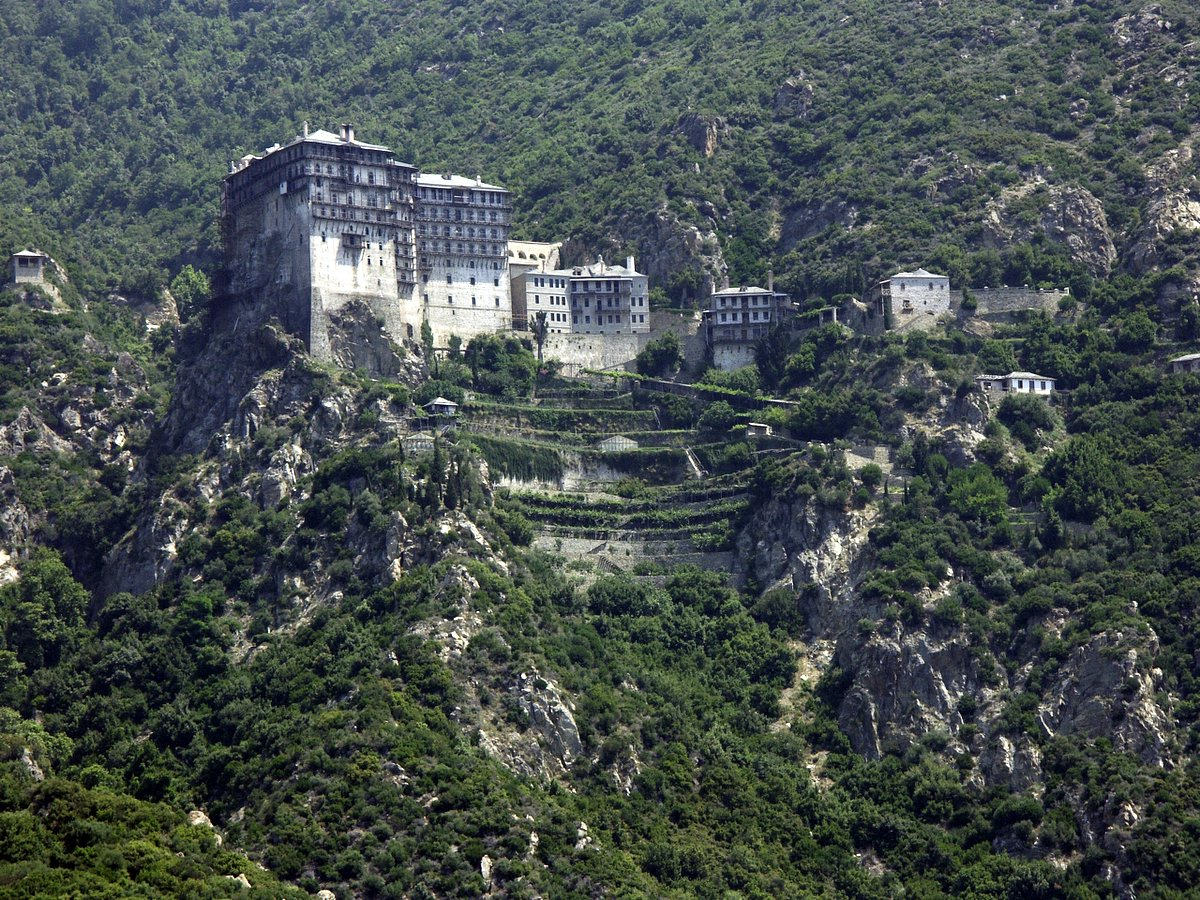
Jeden z wielu klasztorów w Autonomicznym Państwie Klasztornym Athos

Klasztor (cz. klášter, z niem. Kloster, od łac. claustrum – miejsce zamknięte) – budynek lub zespół budynków, w którym mieszkają wspólnoty religijne zakonników albo zakonnic. Klasztory są znane przede wszystkim z chrześcijaństwa i buddyzmu, choć występują lub występowały także w hinduizmie, dżinizmie, islamie i judaizmie.
Nazwą tą określa się często sam zakon czy zgromadzenie zakonne.

## Klasztory w różnych religiach

### Religie wywodzące się z półwyspu indyjskiego
Najstarsze formy życia monastycznego wywodzą się z półwyspu indyjskiego z hinduistycznego ascetyzmu. Hinduistyczne formy klasztorów to większa i bardziej sformalizowana matha oraz aśrama.
Z praktyk hinduistycznych wywodzą się monastycyzm buddyjski i dżinnijski. O ile w dżinnizmie jest on podobny do hinduizmu, to buddyzm wytworzył własną bogatą i różnorodną tradycję budowy klasztorów, rozwijaną od IV wieku przed Chr. do dziś na terenie wschodniej Azji, a od XX wieku na całym świecie.

### Religie abrahamiczne
W judaizmie starożytnym istniały wspólnoty przypominające klasztorne np. w Kumran.
Własną i bogatą tradycję monastyczną wykształciło chrześcijaństwo. Klasztory zaczęły się rozwijać ze wspólnot pustelniczych w Egipcie i rozprzestrzeniły się na cały chrześcijański świat. Klasztory istnieją we wszystkich odłamach chrześcijaństwa, także w protestantyzmie, jednak w każdym rozwinęły odrębne cechy charakterystyczne. W języku polskim klasztory prawosławne określa się słowem monaster.
W Islamie cechy klasztorów nabrały wspólnoty sufickie.

## Klasyczne cechy klasztorów w zachodnim chrześcijaństwie

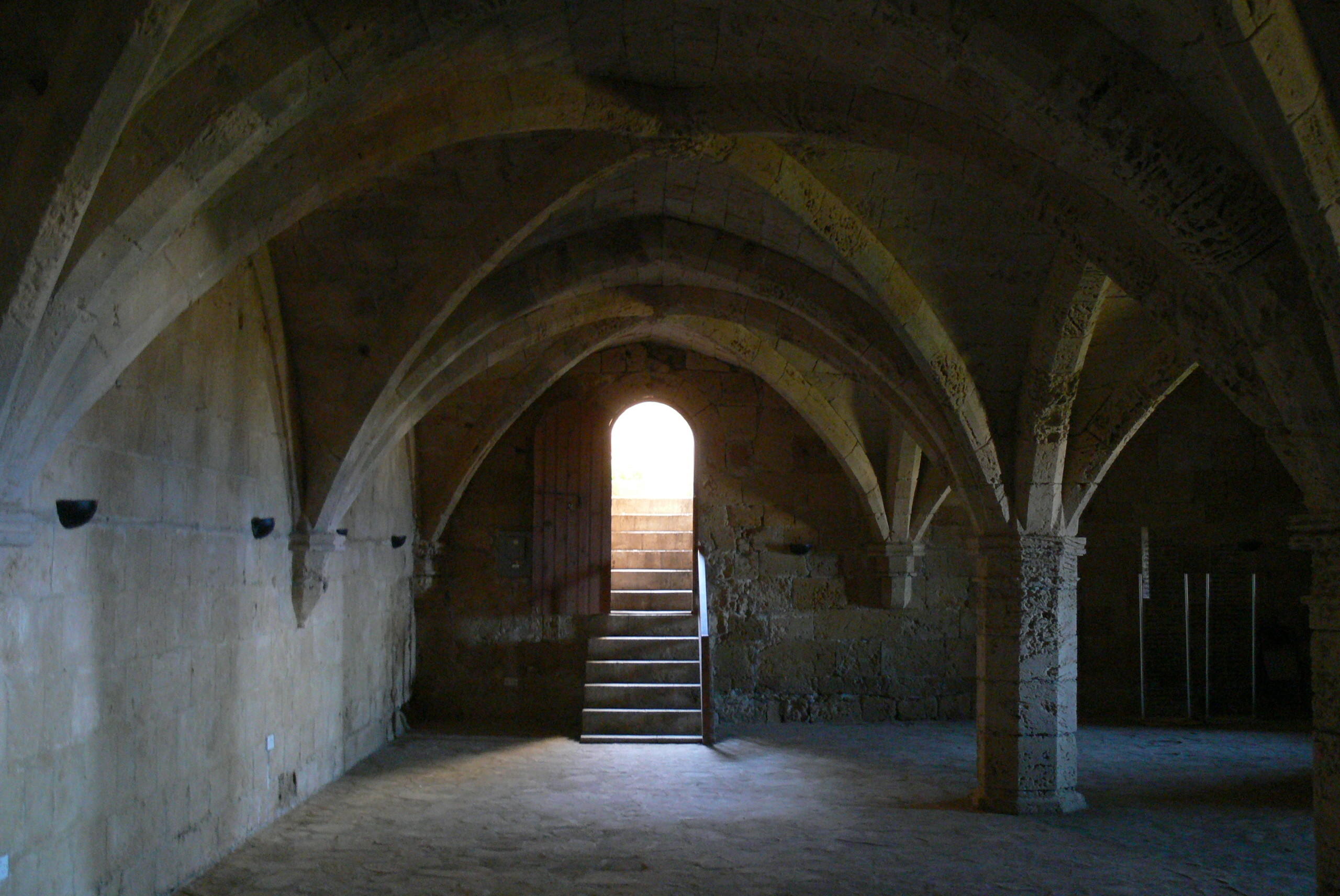
Piwnica klasztorna

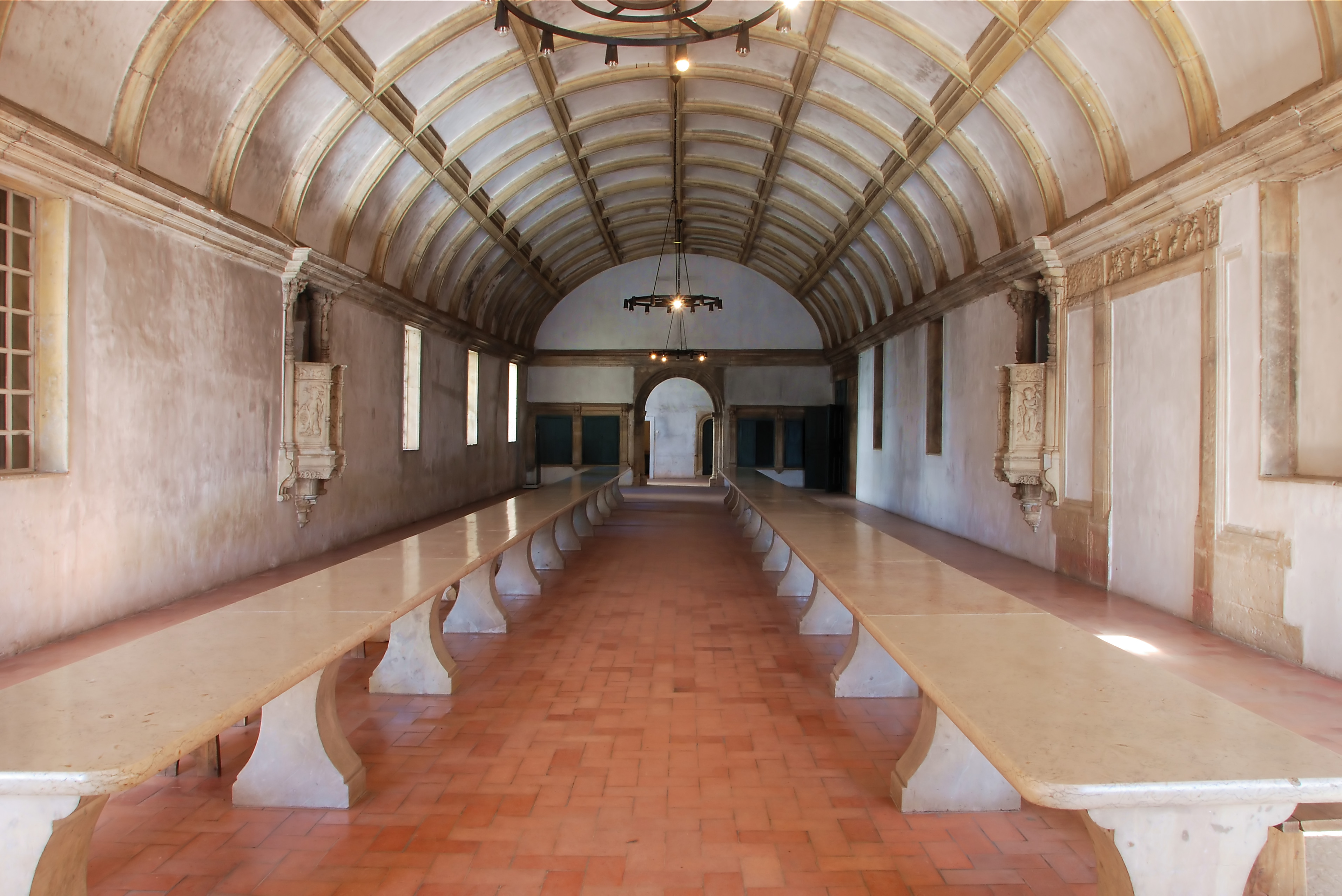
Refektarz

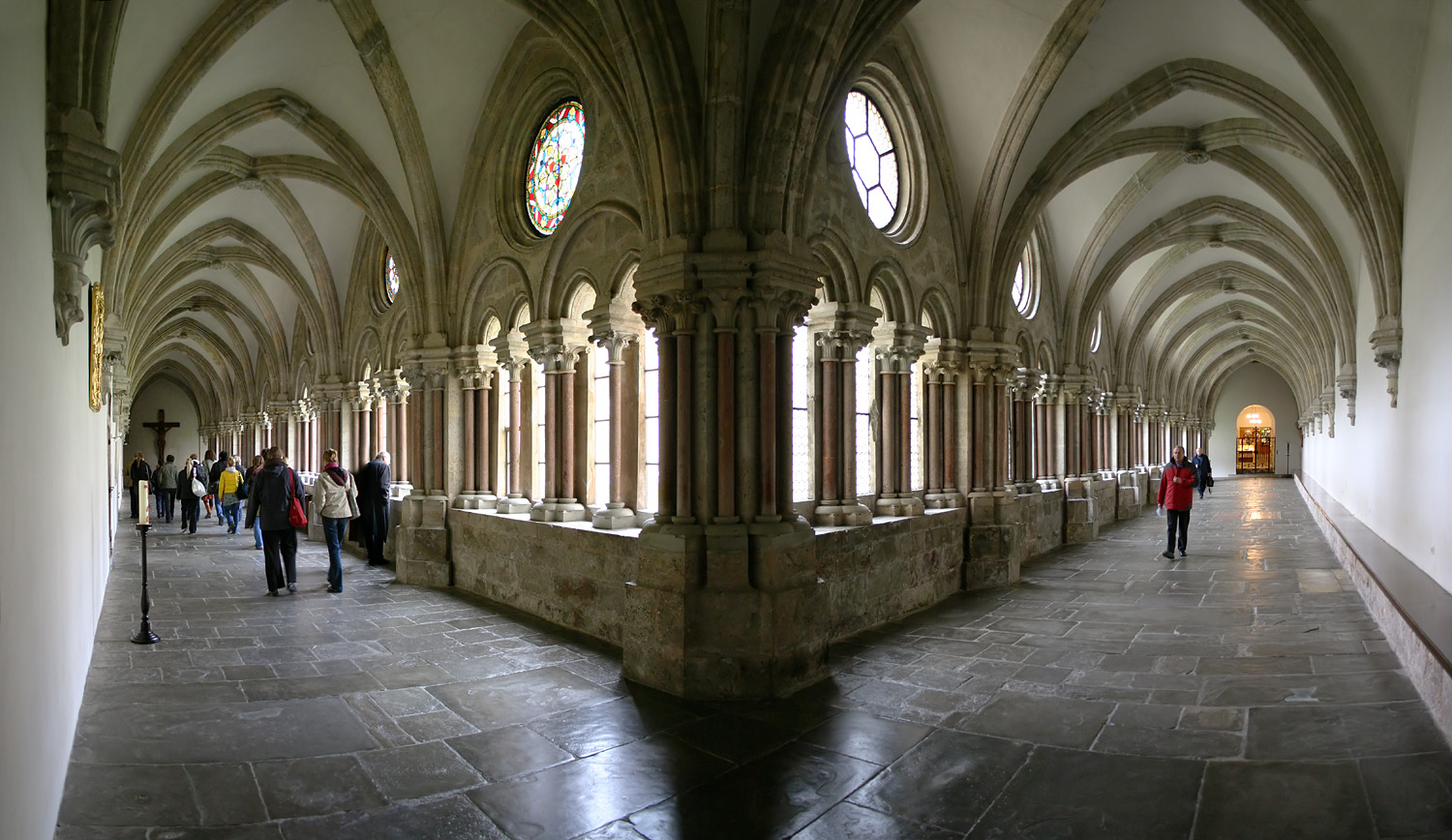
Krużganki

W klasycznym układzie zabudowań ich centralnym punktem był kościół, do którego od strony południowej przylegał otoczony krużgankami czworoboczny wirydarz, od wschodniej – kapitularz, a od zachodniej – cele zakonne lub dormitoria. Naprzeciwko kościoła usytuowany był refektarz, a różne inne budynki (szkoła, zabudowania gospodarcze) lokowano w dalszych częściach kompleksu, jednak w obrębie opasających go murów.

### Pomieszczenia klasztorne
- armarium – pomieszczenie do przechowywania ksiąg.
- auditorium – sala do odczytu; służyła mnichom do omawiania spraw codziennych, rozdzielania prac na bieżący dzień
- cellarium – magazyn klasztorny
- dormitorium – sypialnia klasztorna
- fraternia – pomieszczenie służące zakonnikom do wspólnej pracy
- infirmeria – pomieszczenie przeznaczone dla chorych zakonników
- kalifaktorium (calefactorium) – ogrzewalnia klasztorna
- kapitularz – sala zebrań
- klauzura – ściśle określona część budynków, do której wstęp mają tylko członkowie danego zgromadzenia zakonnego
- krużganek – okalająca dziedziniec galeria utworzona przez arkady wsparte na ciągu filarów bądź kolumn
- lawaterz, lawatorium – umywalnia klasztorna
- oratorium – kaplica klasztorna
- parlatorium – rozmównica; pomieszczenie przeznaczone do rozmów z osobami świeckimi.
- refektarz – jadalnia klasztorna
- skryptorium – pomieszczenie służące do przepisywania i iluminowania ksiąg
- wirydarz – wewnętrzny dziedziniec klasztorny z ogrodem, otoczony krużgankami skrzydeł klasztornych

## Znane klasztory chrześcijańskie
- obrządku zachodniego
  - rzymskokatolickie

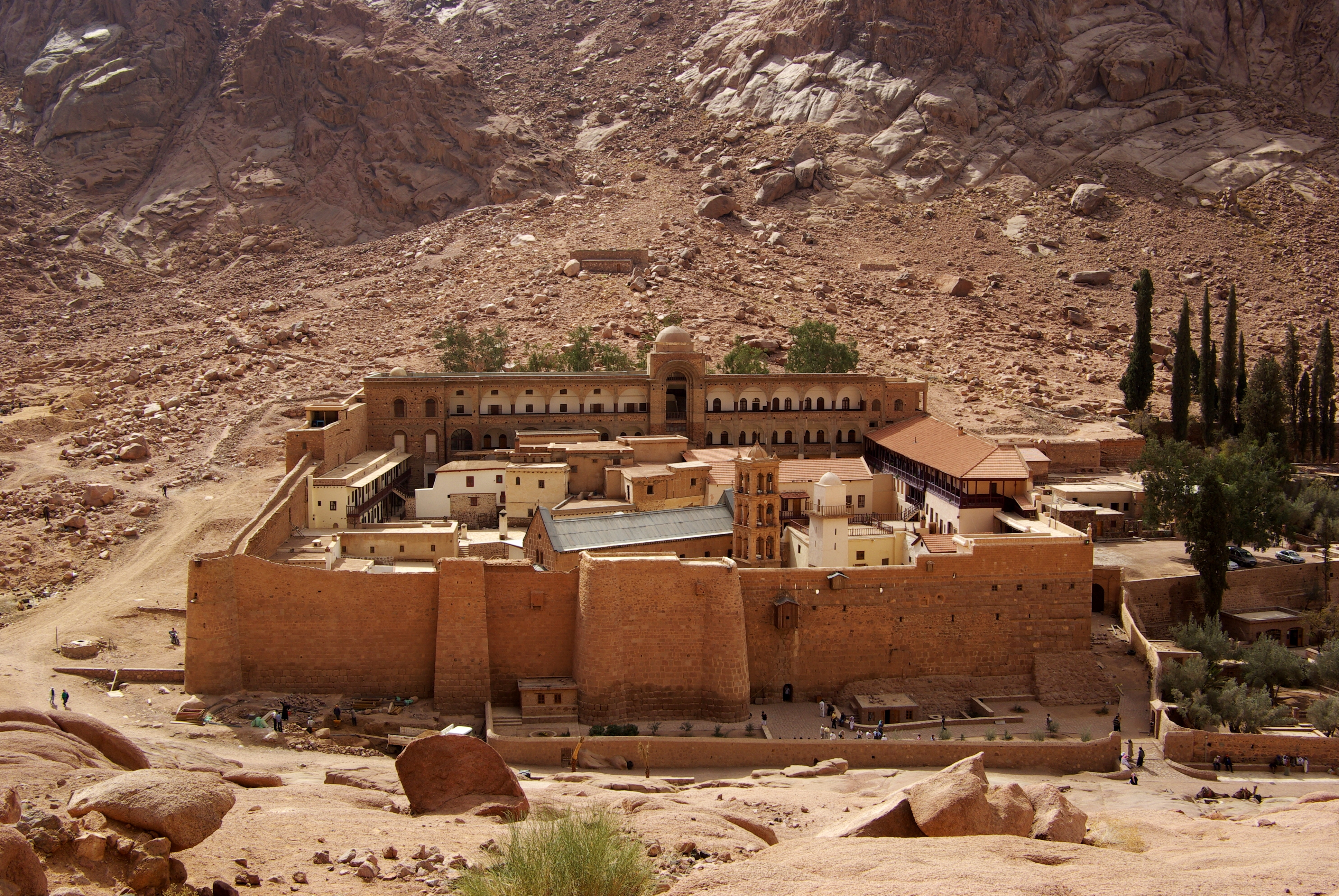
Klasztor Świętej Katarzyny na Synaju

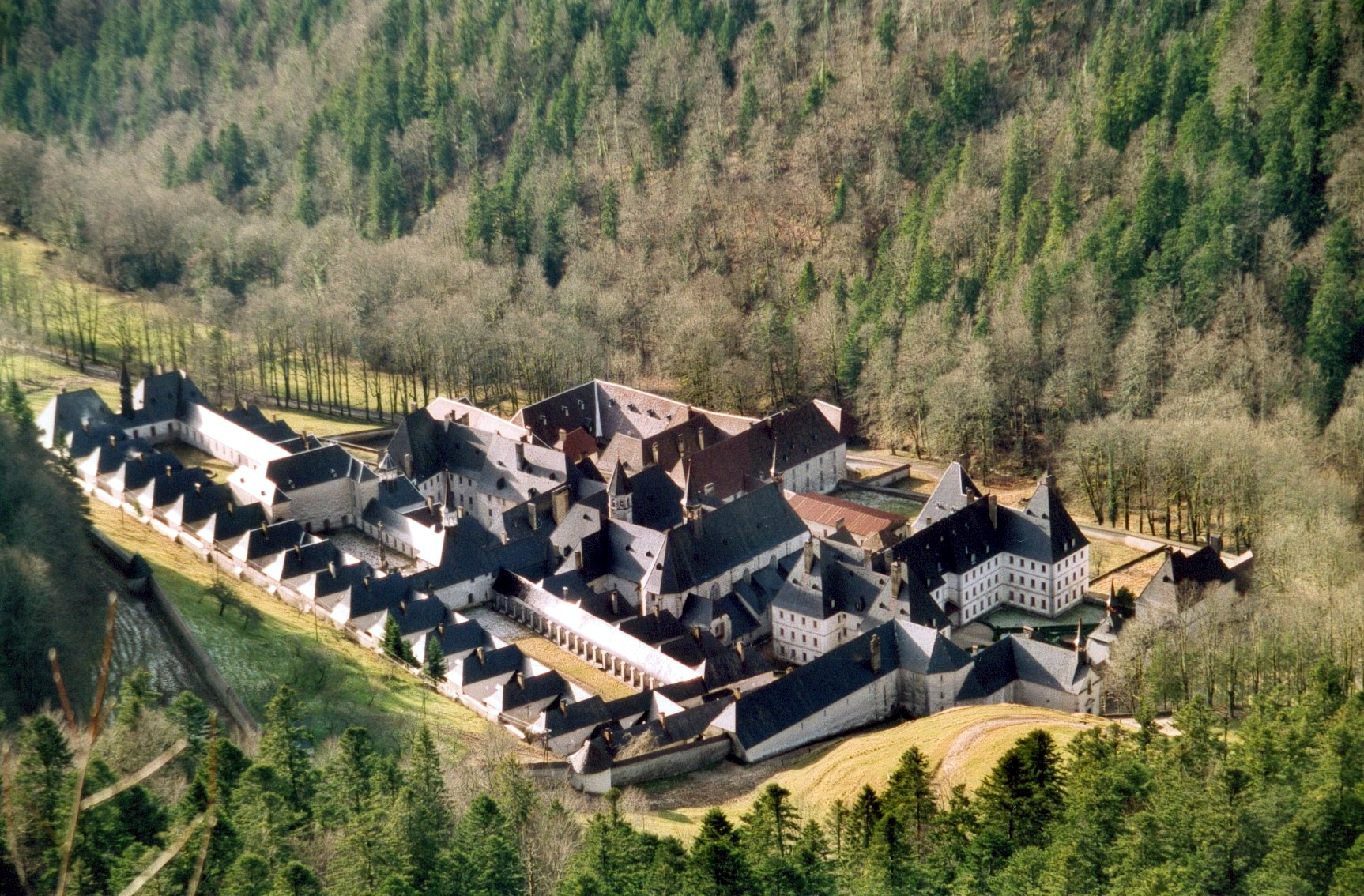
Wielka Kartuzja we francuskich Alpach

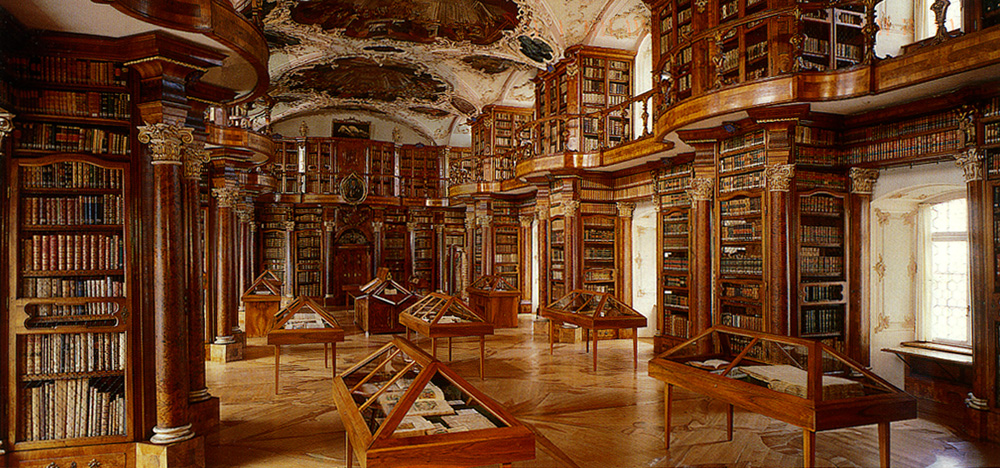
Biblioteka opactwa w Sankt Gallen

    - Klasztor oo. paulinów na Jasnej Górze
    - Klasztor benedyktyński na Monte Cassino
    - Klasztor benedyktyński w Sankt Gallen (zobacz też: plan klasztoru w Sankt Gallen)
    - Klasztor benedyktyński w Cluny
    - Klasztor bernardyński w Kalwarii Zebrzydowskiej - Sanktuarium pasyjno-maryjne w Kalwarii Zebrzydowskiej
    - Klasztor cysterski w Cîteaux
    - Klasztor cysterski w Clairvaux
    - Klasztor cysterski w Morimond
    - Klasztor benedyktyński na Mont Saint-Michel
    - Klasztor dominikanów Sainte Marie de La Tourette
    - Klasztor franciszkański w Asyżu
    - Klasztor cysterski w Lubiążu
    - Klasztor cysterski w Mogile
    - Klasztor benedyktynów w Tyńcu

  - mariawickie
    - Klasztor mariawitów w Płocku - Świątynia Miłosierdzia i Miłości
    - Klasztor mariawicki w Felicjanowie

  - protestanckie
    - Augustinerkloster w Erfurcie

- obrządku wschodniego (monastyry)
  - prawosławne
    - Klasztor Świętej Katarzyny na górze Synaj w Egipcie
    - Zespół klasztorów na półwyspie Athos
    - Ławra Troicko-Siergijewska w Siergijewie Posadzie k. Moskwy
    - Ławra Peczerska w Kijowie
    - Ławra Uspenska w Poczajowie
    - Monaster św. Elżbiety w Mińsku
    - Monaster św. Ducha w Wilnie
    - Ławra Supraska
    - Monastyr Sołowiecki na Wyspach Sołowieckich (Morze Białe, Rosja)
    - Monastyr Uspieński w pobliżu Bachczysaraju na Krymie
    - Rylski Monastyr (w górach Riła, Bułgaria)
    - Meteory na równinie tesalijskiej (Grecja)

  - unickie
    - Ławra Uniowska należąca do mnichów reguły studyckiej

  - orientalne 
    - Debre Damo należąca do Etiopskiego Kościoła Ortodoksyjnego

## Słynne klasztory buddyjskie

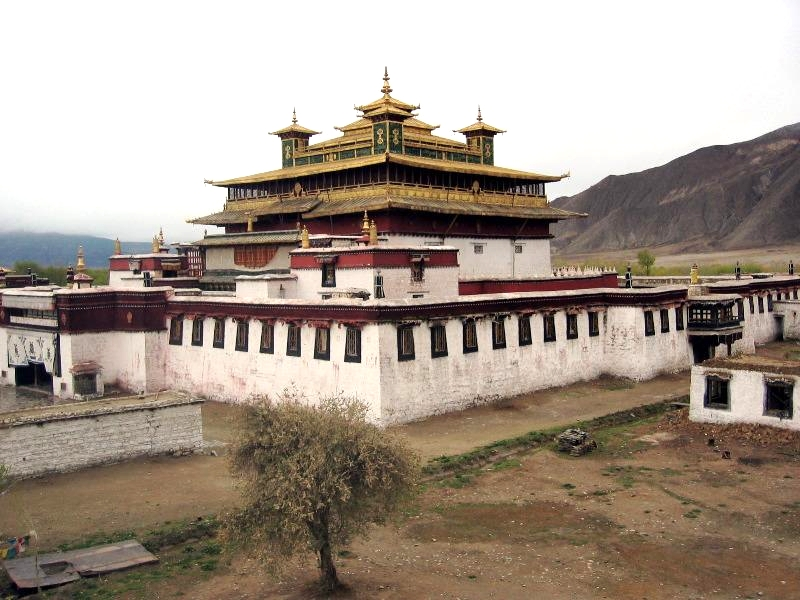
Klasztor buddyjski Samje w Tybecie

- Baima si – jeden z najstarszych chińskich klasztorów
- Songgwang-sa – klasztor sŏn (jap. zen)
- Haein sa – klasztor koreański
- Daitoku-ji – zespół klasztorny
- Engaku-ji – klasztor zen
- Hosshin-ji – klasztor zen sōtō
- Rumtek – klasztor w Tybecie
- Hemis – klasztor w Tybecie
- Ryutaku-ji
- Shaolin – klasztor chan (jap. zen)